# استوپاهای چشمه معاذالله
لازم به ذکر است که «معاذالله خان و عبادلله خان» دو برادری بودند که در حدود دوصد سال قبل، به دلایل نا معلومی از
شهرستان درواز استان بدخشان افغانستان با خانوادههای شان عازم استان کاپیسای این کشور شده و دامنۀ کوه‌های شمالغربی
این استان را که دارای چشمه های آب میباشند محل سکونت خویش قرار دادند. بنابراین، این منطقه
به اسم «چشمۀ معاذالله» مسمی گردیده است. حصار مخروبهای که مربوط به دورۀ بودایی میگردد نیز
در این منطقه واقع شده است. بدین لحاظ آن را حصارک چشمۀ معاذالله مینامند.
حصارک چشمۀ معاذالله در کنار کوههای مرزی استان کاپیسا و پنجشیر واقع شده که از جاهای تاریخی
شهرستان کوهستانِ کاپیسا محسوب میگردد. این حصار مخروبۀ دورۀ بودایی اکنون به شکل تپۀ بزرگ
خاکی درآمده است که ارتفاع آن حدود  100الی  200متر و قطر آن حدود  300متر میباشد. در کنار
این حصار مخروبه، چشمۀ آب شفافی نیز وجود دارد که مردم در اوایل فصل بهار بهخصوص در نوروز
اکثرا  همراه با خانوادههای شان ازین مکان تاریخی دیدن نموده و به سیر و سیاحت میپردازند. آثار به
جا مانده درین تپه از جمله تهداب دیوارهای سنگی، خطوط دیوار(حصار) سنگی ریخته شده، آثار
مخروب شدۀ سفالیگری(کلالی) و غیره بیانگر زندگی انسانها در زمانه های خیلی دور درین مکان می-
باشند. این تپه در سمت شرقی خود سوراخ حفاری شدهای نیز دارد که در این اواخر به اثر حوادث
طبیعی(سیل) پنهان گردیده است
استوپاهای چشمه معاذالله از آثار تاریخی شهرستان کوهستان واقع در استان کاپیسای کشور افغانستان‌اند.
این استوپاها مربوط به دوره بودایی است و امروزه ۱۵٪ ویران شده است.

## منبع
- https://web.archive.org/web/20140221162153/http://www.loghatnaameh.org/dehkhodaworddetail-0798c3927d6747d381e538185ad5c65e-fa.html
- http://www.tebyan.net/newmobile.aspx/Comment/literature_art/iraninthecamera/2010/06/html/newindex.aspx?pid=241118